# Dipoena lugens
Dipoena lugens là một loài nhện trong họ Theridiidae.
Loài này thuộc chi Dipoena. Dipoena lugens được Octavius Pickard-Cambridge miêu tả năm 1909.